# 素灰蝶屬
素灰蝶屬（Babul Blues，學名：Azanus）是灰蝶科眼灰蝶亞科中的一個屬。物種廣泛分佈於非洲及馬達加斯加至印度和泰國。

## 物種
- 伊斯素灰蝶 （Azanus isis） (Drury, 1773)
- 捷素灰蝶 （Azanus jesous） (Guérin-Méneville, 1849)
- 彌素灰蝶 （Azanus mirza） (Plötz, 1880) = 西方素灰蝶 （Azanus occidentalis） Butler, 1888
- 多斑素灰蝶 （Azanus moriqua） (Wallengren, 1857)
- 納塔爾素灰蝶 （Azanus natalensis） Trimen, 1887
- 朆塔素灰蝶 （Azanus sitalces） Mabille, 1899
- Azanus soalalicus Karsch, 1900
- 素灰蝶 （Azanus ubaldus） (Stoll, 1782)
- 天素灰蝶 （Azanus uranus） Butler, 1886
- Azanus urios Riley et Godfrey, 1921